# Siegmund Lachenwitz
 (avril 2024).
Si vous disposez d'ouvrages ou d'articles de référence ou si vous connaissez des sites web de qualité traitant du thème abordé ici, merci de compléter l'article en donnant les références utiles à sa vérifiabilité et en les liant à la section « Notes et références ».
Friedrich Siegmund Lachenwitz (né le 24 décembre 1820 à Neuss, mort le 25 juin 1868 à Düsseldorf) est un peintre allemand.

## Biographie
Siegmund Lachenwitz est le fils du secrétaire de district Johann Friedrich Ludwig Lachenwitz et de Catharina Carolina Hackländer, une parente de l'écrivain Friedrich Wilhelm Hackländer. Il est élève de l'académie des beaux-arts de Düsseldorf en 1833-1834 dans la classe élémentaire sous la direction de Josef Wintergerst et de 1840 à 1847 sous la direction de Johann Wilhelm Schirmer. L'intérêt artistique de Lachenwitz se porte déjà sur la peinture animalière dans le cours de paysage de Schirmer. À partir de 1844, il est membre de l'Association des artistes de Düsseldorf (de).

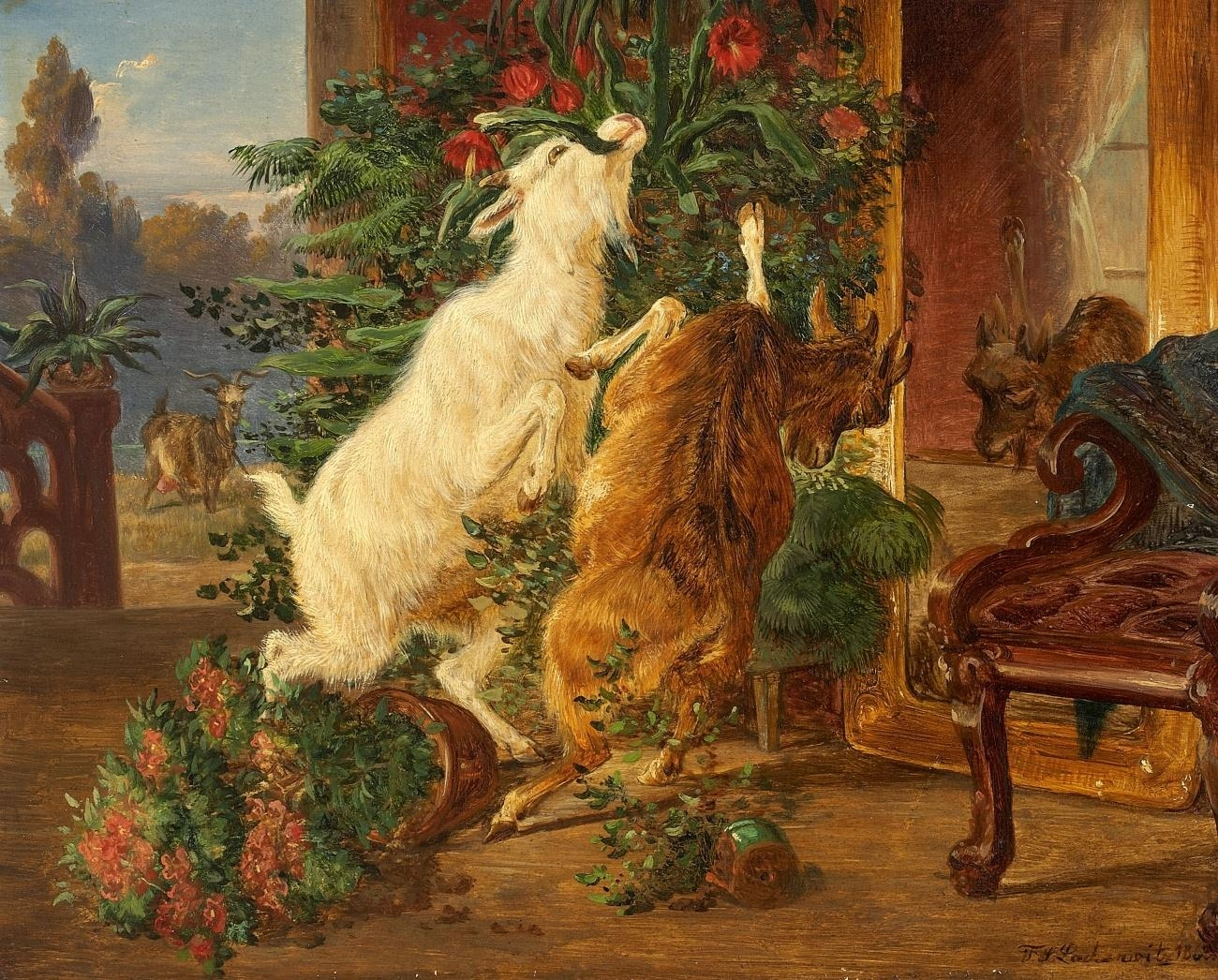
Invités indésirables

En 1848, il est l'un des membres fondateurs de l'association des artistes de Malkasten aux côtés de son beau-frère Johann Wilhelm Preyer, qui avait épousé sa sœur Emilie. En 1850, Lachenwitz soutient l'initiative de son ami peintre Johann Peter Hasenclever d'admettre l'écrivain Ferdinand Freiligrath dans Malkasten. Jusqu'à sa mort, Lachenwitz vit à Düsseldorf. Au début des années 1850, il doit arrêter un temps de peindre et de dessiner en raison d'un problème oculaire. Il écrit des critiques d'expositions pour la presse quotidienne, de courtes nouvelles humoristiques ainsi que des récits de voyages, de chasse et d'animaux, auxquels il ajoute ses propres illustrations. Il donne également des cours particuliers de peinture et de dessin, par exemple au jeune Peter Janssen. Il est également actif dans le domaine de la photographie. En 1866, il reprend l'atelier du pionnier de la photographie Johann Franz Michiels, probablement pour son fils Karl, initialement jeune xylographe, qui fut expulsé de l'Académie de Düsseldorf en 1863 « pour bagarre et méchanceté », et deviendra un photographe à Clèves.
Siegmund Lachenwitz a son portrait par Hasenclever et pris dans une photo d'amitié par Paul von Franken. Le photographe Wilhelm Severin prend aussi un portrait montrant Lachenwitz avec son ami peintre Peter Schwingen.